# Liste der Baudenkmäler in Huttrop
Die Liste der Baudenkmäler in Huttrop enthält die denkmalgeschützten Bauwerke auf dem Gebiet von Essen-Huttrop, Stadtbezirk I, in Nordrhein-Westfalen (Stand: Januar 2016). Diese Baudenkmäler sind in der Denkmalliste der Stadt Essen eingetragen; Grundlage für die Aufnahme ist das Denkmalschutzgesetz Nordrhein-Westfalen (DSchG NRW).

| Bild                                          | Bezeichnung                                   | Lage                                                  | Beschreibung | Bauzeit                     | Eingetragen seit   | Denkmal- nummer |
| --------------------------------------------- | --------------------------------------------- | ----------------------------------------------------- | --- | --------------------------- | ------------------ | --------------- |
| Villa Körner                                  | Villa Körner                                  | Camillo-Sitte-Platz 1 Karte                           | Architekt: Edmund Körner | 1925                        | 14. Februar 1985   | 19              |
| BW                                            | Kapelle der Huyssens-Stiftung                 | Henricistraße 92 Karte                                | | 1935–1937                   | 13. Februar 2020   | 990             |
| Wohnhaus                                      | Wohnhaus                                      | Moltkestraße 46 Karte                                 | Architekt: Oskar Schwer | 1920er Jahre                | 14. Februar 1985   | 20              |
| Wohnhaus                                      | Wohnhaus                                      | Moltkestraße 50 Karte                                 | Architekt: Edmund Körner | um 1925                     | 14. Februar 1985   | 21              |
| Kirche St. Bonifatius                         | Kirche St. Bonifatius                         | Moltkestraße, bei Haus Nr. 105 Karte                  | Architekt: Emil Steffann | 1960–1961                   | 21. November 2019  | 987             |
| ehem. Baugewerkschule mit Direktorenvilla     | ehem. Baugewerkschule mit Direktorenvilla     | Robert-Schmidt-Straße 1–3 Karte                       | Architekt: Edmund Körner | 1910–1911                   | 14. Februar 1985   | 22              |
| Ehem. ev. Lehrerseminar mit Direktorenvilla   | Ehem. ev. Lehrerseminar mit Direktorenvilla   | Seminarstraße 9–11 Karte                              | Architekt: Edmund Körner, heute Sitz des Ruhr-Kollegs | 1913–1914                   | 14. Februar 1985   | 23              |
| Jüdische Trauerhalle                          | Jüdische Trauerhalle                          | Schulzstraße 25 Karte                                 | 1931 unter der Leitung des Essener Architekten Hermann Finger im Bauhausstil errichtet, die Architekten Ernst Knoblauch und Eberhard Haakshorst brachten nach dem Zweiten Weltkrieg Veränderungen mit ein. In den 1980er Jahren wurde die Trauerhalle wegen undichtem Dach und Grundwasserschäden im Keller baufällig. Daraufhin wurde sie im Jahr 2000 innerhalb von acht Monaten grundlegend saniert. Die 1,3 Millionen Euro Sanierungskosten trugen das Land Nordrhein-Westfalen und die Alfried Krupp von Bohlen und Halbach-Stiftung. | 1931                        | 9. Januar 1986     | 102             |
| drei Wohnhäuser                               | drei Wohnhäuser                               | Schinkelstraße 33, 35, 37 Karte                       | |                             | 14. März 1991      | 199             |
| Wohnhaus                                      | Wohnhaus                                      | Robert-Schmidt-Straße 5 Karte                         | Architekt: Oskar Schwer | 1910–1911                   | 10. November 1988  | 340             |
| Wohnhaus                                      | Wohnhaus                                      | Robert-Schmidt-Straße 7 Karte                         | | um 1910                     | 10. November 1988  | 341             |
| Wohnhaus                                      | Wohnhaus                                      | Weißbachstraße 14 Karte                               | | um 1930                     | 10. November 1988  | 350             |
| Wohnhaus                                      | Wohnhaus                                      | Moltkestraße 42 Karte                                 | | 1911                        | 10. August 1989    | 428             |
| Wohnhaus                                      | Wohnhaus                                      | Olbrichstraße 42 Karte                                | | zwischen 1910 und 1920      | 10. August 1989    | 429             |
| Wohnhaus                                      | Wohnhaus                                      | Olbrichstraße 50 Karte                                | | 1933                        | 10. August 1989    | 430             |
| weitere Bilder                                | Parkfriedhof: Alte Trauerhalle                | Am Parkfriedhof 33 Karte                              | Architekt: Ernst Bode | 1923–1925                   | 23. November 1989  | 529             |
| Parkfriedhof: Grabmal Goldkuhle               | Parkfriedhof: Grabmal Goldkuhle               | Am Parkfriedhof 33 Karte                              | Das neoklassizistische Grabmal der Familie Johann und Elisabeth Goldkuhle geb. Willemsen mit der Grabplastik von 1929 steht seit 1932 im Rondel des Parkfriedhofs. | 1929                        | 10. Juli 2018      | 980             |
| Wohnhaus                                      | Wohnhaus                                      | Schnutenhausstraße 36 Karte                           | | 1911                        | 23. November 1989  | 530             |
| vier Wohnhäuser                               | vier Wohnhäuser                               | Schnutenhausstraße 2/4/6/8 Karte                      | | 1911                        | 13. September 1990 | 607             |
| Alter Friedhof Huttrop, Grabmal Brünglinghaus | Alter Friedhof Huttrop, Grabmal Brünglinghaus | Steeler Straße/bei HNr. 336, Grabstätte 45 Karte      | Vom ehem. Hof Brünglinghaus mit Ursprung im 8. Jahrhundert ist kein Gebäude mehr vorhanden. Der ehem. kommunale Friedhof Huttrop wurde 1878 angelegt und 1991 entwidmet, er bildet heute eine Parkanlage. | etwa zwischen 1888 und 1895 | 24. November 1998  | 653             |
| Wohnhaus                                      | Wohnhaus                                      | Schinkelstraße 51 Karte                               | | um 1910                     | 14. November 1991  | 686             |
| Wohnhaus                                      | Wohnhaus                                      | Schinkelstraße 53 Karte                               | | um 1910                     | 14. November 1991  | 687             |
| Wohnhaus                                      | Wohnhaus                                      | Schinkelstraße 55 Karte                               | | um 1910                     | 14. November 1991  | 688             |
| Wohnhaus                                      | Wohnhaus                                      | Schinkelstraße 57 Karte                               | | um 1910                     | 14. November 1991  | 689             |
| Wohnhaus                                      | Wohnhaus                                      | Schinkelstraße 61 Karte                               | | um 1910                     | 14. November 1991  | 690             |
| Wohnhaus                                      | Wohnhaus                                      | Schinkelstraße 69 Karte                               | | um 1910                     | 14. November 1991  | 691             |
| Wohnhaus                                      | Wohnhaus                                      | Schinkelstraße 71 Karte                               | | um 1910                     | 14. November 1991  | 692             |
| Wohnhaus                                      | Wohnhaus                                      | Schinkelstraße 63 Karte                               | | um 1910                     | 12. November 1992  | 776             |
| weitere Bilder                                | Kirche im Elisabeth-Krankenhaus               | Moltkestraße 61 / Ruhrallee (neben Haus-Nr. 81) Karte | Teile des Inventars aus dem 1913 abgebrochenen Kapuzinerkloster Essen hierhin überführt | 1913                        | 8. September 1994  | 820             |
| vier Wohnhäuser                               | vier Wohnhäuser                               | Messelstraße 18/20/22 / Weißbachstraße 1 Karte        | | 1912                        | 27. April 1995     | 843             |
| Wohnhaus                                      | Wohnhaus                                      | Weißbachstraße 2 Karte                                | Architekt: Oskar Kunhenn | 1913                        | 27. April 1995     | 844             |
| Franz Sales Haus                              | Franz Sales Haus                              | Steeler Straße 261 Karte                              | | 1890–1892                   | 23. April 2002     | 923             |
| weitere Bilder                                | Alter Friedhof Huttrop, Grabmäler             | Steeler Straße/bei HNr. 336 Karte                     | Mehrere Grabmäler auf dem ehem. kommunalen Friedhof Huttrop, der 1878 angelegt und 1991 entwidmet wurde; er bildet heute eine Parkanlage. | ab 1878                     | 26. November 2002  | 929             |
| Ev. Neue Pauluskirche                         | Ev. Neue Pauluskirche                         | Steeler Straße 271 / Knaudtstraße 2 Karte             | Architekt: Dennis Boniver; im Dezember 2007 entwidmet, ersetzte bis dahin die im Krieg zerstörte Pauluskirche im Stadtkern am III. Hagen; 2014 Umbau des Gebäudes der Neuen Pauluskirche in ein Schulungszentrum plus neue Anbauten, die als Altenpflegeeinrichtung dienen. | 1957–1959                   | 18. September 2007 | 947             |